# قلعه سانسیز (گور قلعه)
قلعه سانسیز (گور قلعه) مربوط به دوره ساسانیان - دوران‌های تاریخی پس از اسلام است و در شهرستان طارم روستای سانسیز واقع شده و این اثر در تاریخ ۲۶ آذر ۱۳۵۶ با شمارهٔ ثبت ۱۵۱۰ به‌عنوان یکی از آثار ملی ایران به ثبت رسیده است.